# Pseudochthonius orthodactylus
Pseudochthonius orthodactylus är en spindeldjursart som beskrevs av William B. Muchmore 1970. Pseudochthonius orthodactylus ingår i släktet Pseudochthonius och familjen käkklokrypare. Inga underarter finns listade i Catalogue of Life.